# Oregon City Municipal Elevator
Der Oregon City Municipal Elevator ist eine 40 m hohe Aufzugsanlage, die zwei Stadtviertel von Oregon City im US-Bundesstaat Oregon miteinander verbindet.  Der Aufzug ist der einzige kommunale Fahrstuhl außerhalb eines Gebäudes in den Vereinigten Staaten und einer von nur vier solchen Anlagen weltweit. Im oberen Teil der Anlage gibt es eine Aussichtsplattform, deren Aussehen an eine fliegende Untertasse erinnert.
Die bestehende Anlage ist die zweite an dieser Stelle; sie wurde in den Jahren 1954–55 errichtet und 2014 in das National Register of Historic Places aufgenommen.

## Geographie von Oregon City
Das Stadtgebiet von Oregon City erstreckt sich über große Höhenunterschiede. Der Central Business District ist eingezwängt zwischen den Willamette River und ein Kliff aus Basalt und nur einige Straßenblöcke breit. Oberhalb des 27 m hohen Kliffs liegt ein anderes Stadtviertel.  Indianische Pfade überwanden den Höhenunterschied und wurden nach der Stadtgründung 1829 von den weißen Siedlern benutzt, um die beiden Stadtviertel miteinander zu verbinden. Mitte der 1860er Jahre wurden mehrere Treppen gebaut, doch war eine bessere Verkehrsanbindung notwendig.

## Ursprüngliche Anlage

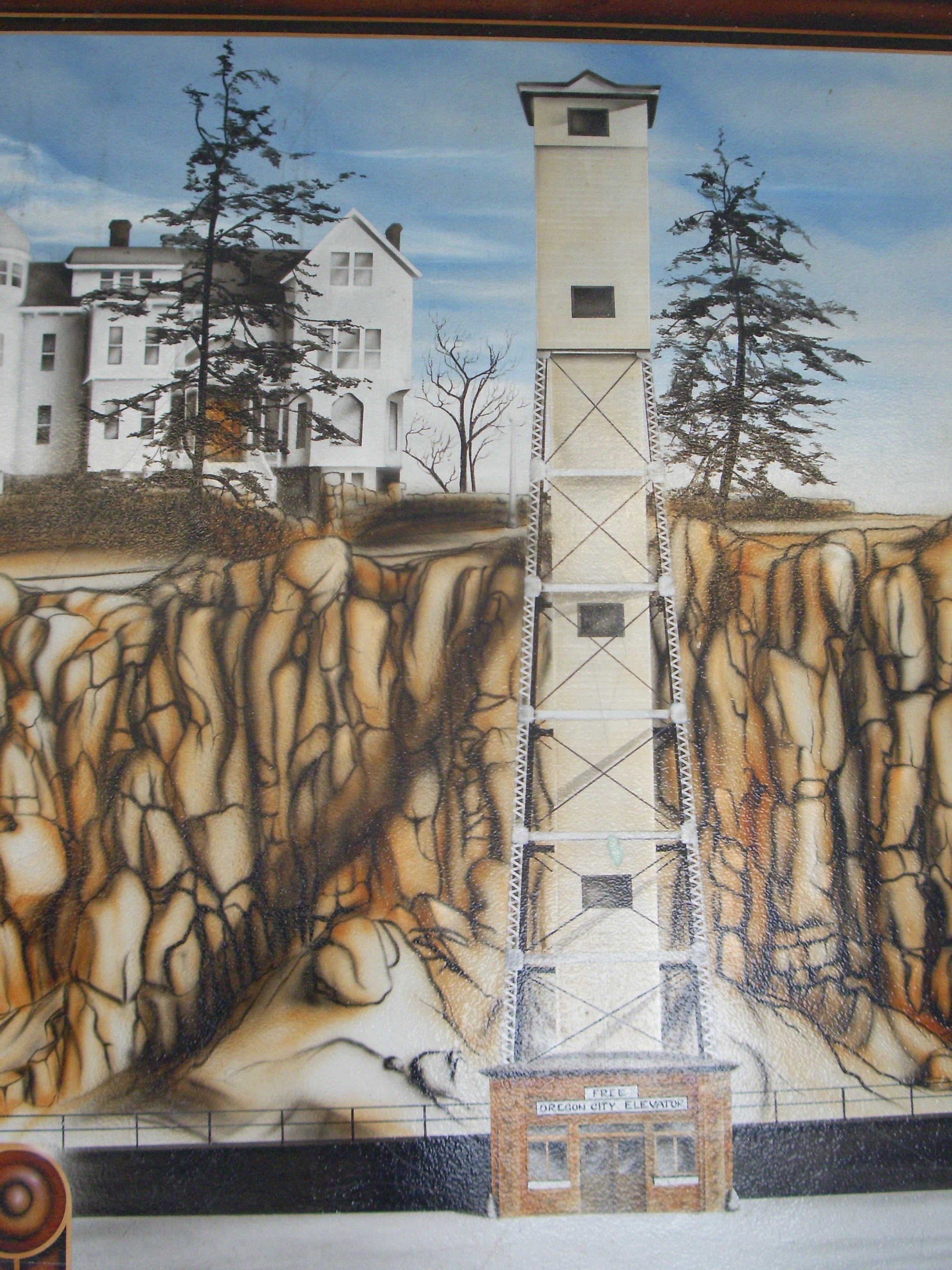
Künstlerische Darstellung des Bauwerks

Im Juli 1912 wurde den Wählern eine Anleihe zur Genehmigung vorgelegt, mit der 12.000 US-Dollar für den Bau einer Aufzugsanlage aufgebracht werden sollten, doch dieser Vorschlag wurde abgelehnt. Im Dezember desselben Jahres wurde die Maßnahme in einem zweiten Referendum angenommen. Verzögert durch die Politik wurde die Anlage 1915 für die Öffentlichkeit freigegeben. Diese ursprüngliche Anlage wurde mit Wasserkraft angetrieben, und die Fahrt dauerte drei Minuten. Sie war so beliebt bei der Öffentlichkeit, dass der größte Teil der Treppen entfernt wurde. 1924 wurde der Antrieb elektrifiziert, wodurch sich die Fahrzeit auf 30 Sekunden verringerte.

## Derzeitige Aufzugsanlage

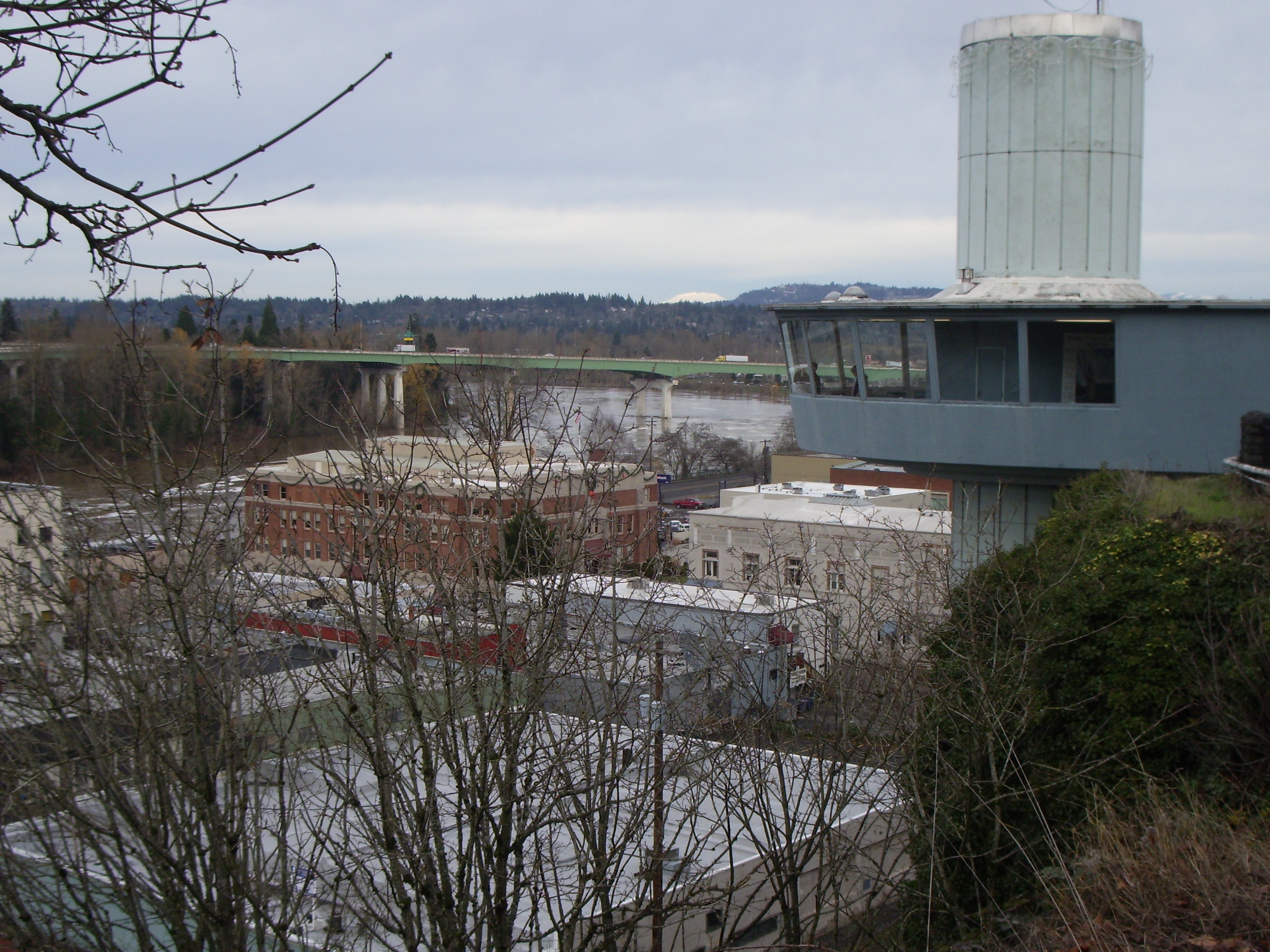
Blick auf die Aussichtsplattform mit der Innenstadt von Oregon City, dem Willamette River, West Linn und der Abernethy Bridge im Hintergrund

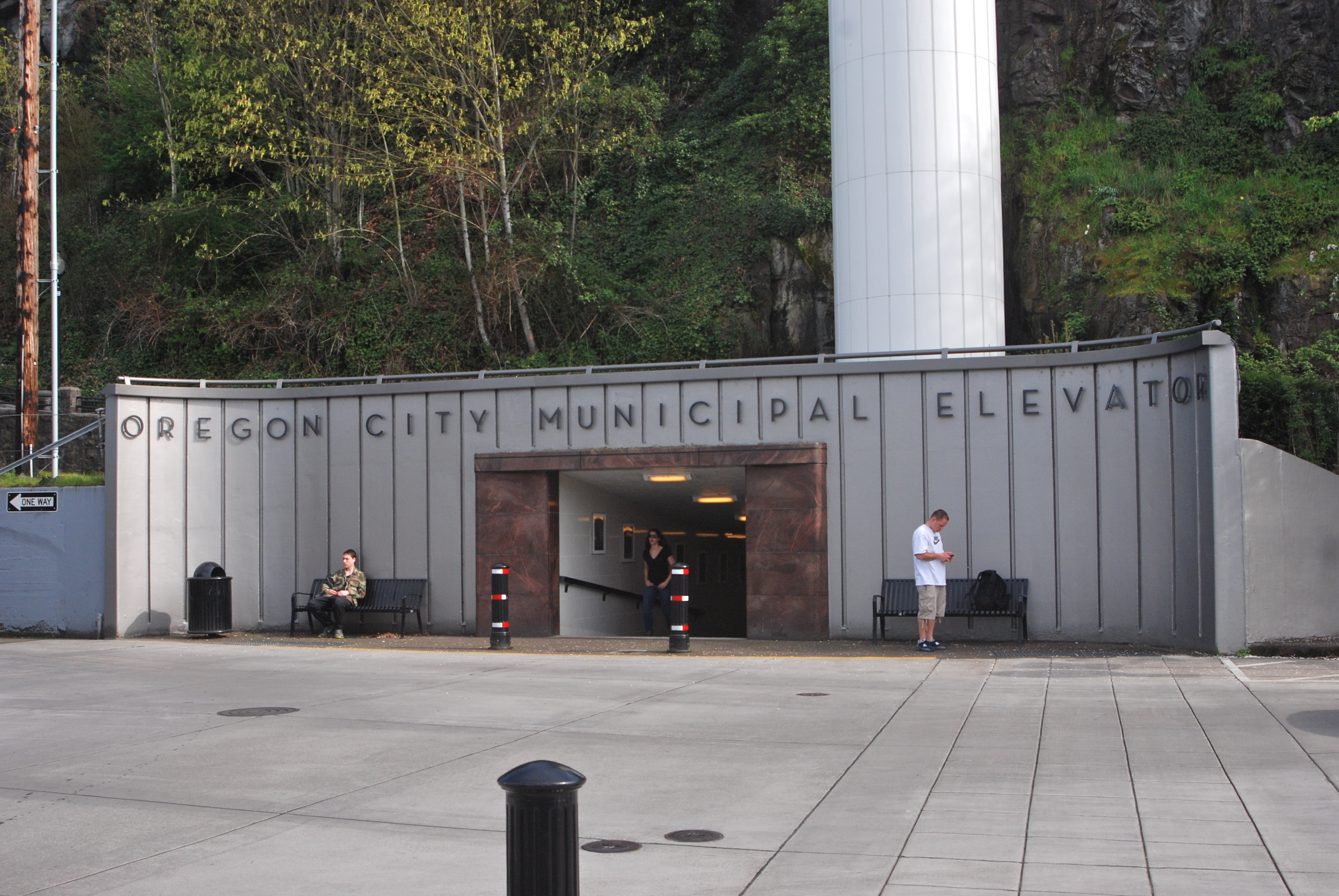
Unterer Eingang im historischen Zentrum der Stadt

Nach 40 Betriebsjahren entschieden die Bürger der Stadt im Mai 1952 in einer Abstimmung über einen Neubau zu Baukosten von 175.000 US-Dollar. Die Ausschreibungen sahen vor, dass das Design „so einfach wie möglich, ohne Verzierung“ sein sollte.  Das neue Bauwerk, das von Gordon E. Trapp entworfen wurde und von dem Ingenieur Ervin Aksel Sööt geplant wurde, stellte Otis Elevator her und sah die Bedienung durch Druckknöpfe sowie automatische Türen vor, und die Fahrzeit wurde auf 15 Sekunden verringert. Die Anlage wurde am 5. Mai 1955 eingeweiht und ist bis heute in Betrieb. 2004 wurde der Maschinenraum mit einer digitalen Steuerung versehen.
Die Aufzugsanlage ist quasi Bestandteil der 7th Street, weil beide Eingänge an der S. 7th Street öffnen, die auf beiden ebenen eine wichtige Durchgangsstraße ist. Der untere Eingang liegt an der Kreuzung der 7th Street (Oregon Route 43) mit der Railroad Avenue; eine kurze Fußgängerunterführung führt unter den Gleisen der Union Pacific Railroad durch und mündet in das Aufzugsgebäude. Der obere Eingang hat einen Zugang von der S. High Street, ein kurzes Stück von der Kreuzung der 7th Street und dem Singer Hill (diese Straße führt seitlich an dem Kliff entlang und verbindet die 7th Street oben mit der S. 10th Street unten). Von einer am oberen Ausstieg vorhandenen Aussichtsplattform aus besteht der Blick auf die Willamette Falls, die Oregon City Bridge und die Abernethy Bridge.
Die Aufzugsanlage wird von einem Aufzugführer bedient und ist an Werktagen von 6:45 Uhr bis 19:00 Uhr und an Sonntagen von 11:00 Uhr bis 19:00 Uhr in Betrieb.  Die Benutzung des Aufzugs ist kostenfrei möglich. Im Jahr 1989 benutzten im Durchschnitt 500 Benutzer täglich den Aufzug, 2008 lag die tägliche Benutzerzahl bei knapp 800 Benutzern. in der touristischen Saison wird der Aufzug von bis zu 1300 Personen benutzt.